# Antiga Alfândega de Portimão
A Antiga Alfândega de Portimão, originalmente conhecido como Palacete Domingos Leonardo Vieira, é um edifício histórico na cidade de Portimão, na região do Algarve, em Portugal.

## Descrição
O edifício situa-se na Rua Júdice Biker, numa área nobre da cidade de Portimão, estando adossado a outro imóvel histórico, a Casa-Museu Manuel Teixeira Gomes.
Foi originalmente um palacete, conhecido popularmente como pertencendo a Domingos Leonardo Vieira, que em 1864 era capitão do Porto de Portimão. Funcionou depois como alfândega e sede da Guarda Fiscal. Foi cedido à Câmara Municipal de Portimão por um despacho de 14 de Maio de 2024.
Durante a apresentação de um programa de expansão da Casa-Museu Manuel Teixeira Gomes, em 27 de Maio de 2024, o presidente da Câmara Municipal, Álvaro Bila, anunciou que o edifício da antiga Alfândega iria ser alvo de obras de restauro e adaptação, passando a funcionar em conjunto com a Casa-Museu. Os trabalhos, no valor aproximado de dois milhões de Euros, iriam incluir a instalação de uma sala de conferências, e espaços para a realização de exposições, prevendo-se igualmente a criação de acessos físicos à Casa-Museu. Segundo a autarquia, a finalidade das obras seria a conversão do antigo palacete num «espaço vivo de cultura, especialmente vocacionado para conferências e exposições», tendo acrescentado que «já existem estudos prévios relativos à reabilitação e adaptação do imóvel, localizado na Rua Júdice Biker, tendo como objetivo alargar as valências culturais nesta zona nobre da cidade, em conjunto com o futuro Núcleo Museológico Casa Manuel Teixeira Gomes, ao qual estará interligado».